# Merry Men: The Real Yoruba Demons
Merry Men: The Real Yoruba Demons es una película de comedia y acción nigeriana de 2018 escrita por Anthony Kehinde Joseph, producida por Darlington Abuda y dirigida por Toka McBaror. Está protagonizada por un reparto que incluye a: Ramsey Nouah, AY Makun, Jim Iyke, Damilola Adegbite, Richard Mofe-Damijo, Iretiola Doyle, Falz, Jide Kosoko, Rosaline Meurer y Nancy Isime.

## Sinopsis
Cuatro hombres que seducen a mujeres poderosas y obtienen contratos de la élite política, se enfrentan a su mayor desafío cuando un político corrupto planea demoler una aldea para construir un centro comercial. Su objetivo: salvar a los pobres del pueblo.

## Elenco
- Ramsey Nouah como Ayo Alesinloye
- Ayo Makun como Amaju Abioritsegbemi
- Jim Iyke como Naz Okigbo
- Folarin "Falz" Falana como Remi Martins
- Damilola Adegbite como Dera Chukwu
- Richard Mofe-Damijo como Jefe Alesinloye
- Rosaline Meurer como Kemi Alesinloye
- Ireti Doyle como Dame Maduka
- Nancy Isime como Sophie
- Lilian Esoro como la Sra. Anyanwu
- Jide Kosoko como Jefe Omole
- Osas Ighodaro como Chidinma (bloguera)
- Francis Duru como el inspector Jack
- Ali Nuhu como jefe de servicio al cliente del banco
- Faithia Balogun como Mama Abdul
- Samuel Ajibola como Abdul
- Según Arinze como personal de TI del banco

## Secuela
En 2019, Ayo Makun anunció que habría una secuela de la película. Merry Men 2 finalmente se lanzó el 20 de diciembre de 2019.